# Anything Near Water
Albums de Chokebore
Motionless
(1993) A Taste for Bitters
(1996)
Anything Near Water est le deuxième album de Chokebore. Il a été enregistré à Los Angeles. Sorti en 1995 chez Amphetamine Reptile Records aux États-Unis (format CD, vinyle et cassette audio : catalogue AmRep 034) et en Europe (format CD et vinyle : catalogue ARR 61/004), cet album a été réédité en 1998 chez Boomba Rec, uniquement en Europe et au format CD (catalogue : BOOMBA 006-2), puis chez Pale Blue, toujours uniquement en Europe et au format CD, en 2003 (catalogue : pale blue 004). Il est à nouveau réédité en 2013 par le label Vicious Circle.

## Titres
| No  | Titre                           | Durée |
| --- | ------------------------------- | ----- |
| 1.  | Dust                            | 0:56  |
| 2.  | Comeback Thursday               | 4:34  |
| 3.  | Bad Things                      | 2:19  |
| 4.  | Thin As Clouds                  | 4:12  |
| 5.  | Foreign Devils on the Silk Road | 2:45  |
| 6.  | Weightless                      | 3:56  |
| 7.  | Plus More                       | 2:36  |
| 8.  | Lemonade                        | 3:43  |
| 9.  | Well Fed                        | 4:17  |
| 10. | Cursor                          | 3:42  |
| 11. | Wash (You Glow)                 | 5:46  |
| 12. | Cleaner                         | 2:35  |
| 13. | JJ Slow                         | 3:26  |
| 14. | Strangely Folded                | 3:06  |
| 15. | Dust                            | 1:14  |

## Commentaires
Le line-up de Chokebore crédité sur cet album est le suivant : Troy Von Balthazar y est crédité en tant que Troy Bruno von Balthazar, James Kroll en tant que J. Frank P., Jonathan Kroll en tant que Jon et Johnee Kop en tant que none (ce qui signifie personne en anglais).
La première et la dernière plage de l'album sont des morceaux instrumentaux portant le même titre Dust. On retrouve ce mot Dust dans les paroles du 13e titre JJ Slow : "I am dust..."
Une pré-version de Lemonade, appelée Nylon, se retrouve sur la compilation For Proper Stylus Care, sortie en 33 tours en 1996.
Le titre Thin as Clouds bénéficiera d'une sortie single en 1995.
Le titre Weightless, en version live, enregistré au Mistral Gagnant à Saint-Étienne le 21 octobre 1995, est disponible sur la compilation Up to D.A.T, sortie en 1997.
Le 12e titre Cleaner est une reprise d'une chanson de Chokebore qui était déjà dans l'album précédent Motionless.

## Référence
1. ↑  Chokebore - Chroniques de Motionless / Anything Near Water (Rééditions) de Chokebore, Lyonel Sasso, Magic n°176, octobre 2013.